# 奈玛特韦

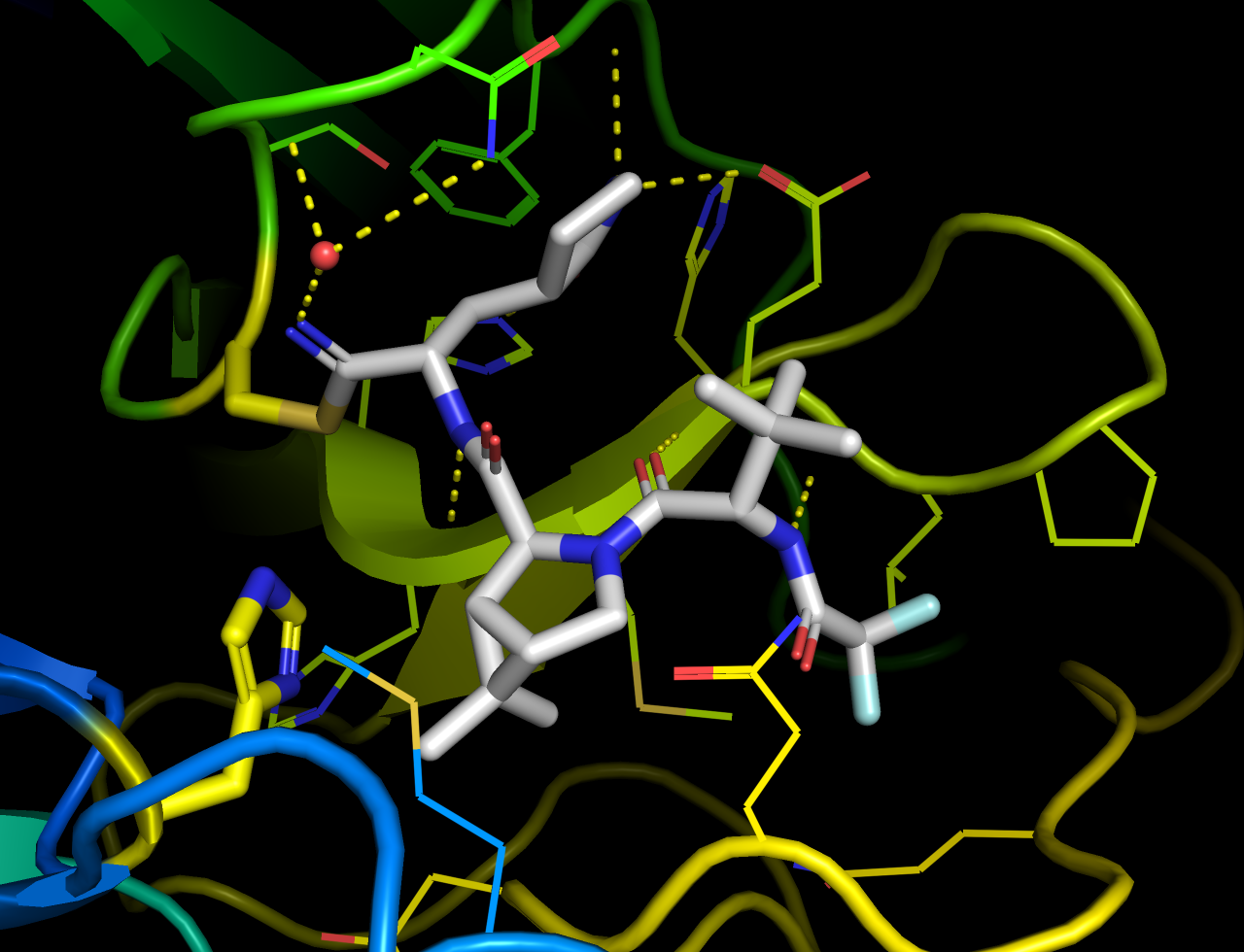
SARS-CoV-2蛋白酶抑制剂PF-07321332与病毒3CLpro（Mpro）蛋白酶结合的X射线晶体结构（PDB:7si9 ）。在图示的蛋白质飘带图中，白色棒状模型为对应药物，黄色棒状模型为催化残基（His41、 Cys145）。

奈玛特韦（英語：Nirmatrelvir）是輝瑞公司开发的一种抗病毒药物，为具有口服活性的3CL蛋白酶抑制剂。它是一种共价抑制剂，可直接与蛋白酶的半胱氨酸催化残基（Cys145）结合。该药与利托那韋合併使用成為复方藥品，並以帕克斯洛維德（Paxlovid）为商品名上市。

## 开发
冠状病毒蛋白酶会在病毒多聚蛋白的多处位置进行裂解，裂解的位置通常位于谷氨酸残基之后。有关人类鼻病毒的早期研究显示，灵活的谷氨酸侧链可被刚性的吡咯烷酮取代。随后，这类药物被进一步开发用于治疗包括SARS在内的其他疾病。
当GC376（GC373的前体药物）被用来治疗曾经100%致死的猫冠状病毒病，即由FIPV引发的猫传染性腹膜炎时，靶向3CL蛋白酶的效用首次在现实世界中得到了证明。辉瑞公司的药物正是GC373的类似物，其中的醛共价半胱氨酸受体被腈所取代。
PF-07321332是通过修改前期临床候选药物PF-07304814而开发的。PF-07304814也是一种共价抑制剂，但其弹头（warhead）是一种羟基酮的磷酸盐前药。PF-07304814需要静脉注射，这限制了它只能在医院使用。可口服给药的PF-07321332来自于对三肽模拟物的逐步修改。
該製劑治疗COVID-19的臨床試驗在2021年3月開始進行，同年9月進行第三期臨床試驗。由於奈瑪特韋容易被肝臟分解，故此需要與利托那韦合併使用，後者的作用是减缓细胞色素酶对奈瑪特韋的代谢，以维持奈瑪特韋的循环浓度。
2021年11月，辉瑞公司宣布了2/3期试验的结果符合预期。结果显示，在症状发生后的三天内进行治疗，可将住院率降低89%。

## 應用
該藥於2021年12月22日獲美国食品药品监督管理局批准作緊急使用，12月26日再獲以色列衛生部批准緊急使用，2022年2月11日获中国国家药品监督管理局应急附条件批准进口使用。
2022年3月14日，首批輝瑞口服藥（Paxlovid）運抵香港，將會經由公立醫院及指定診所分發給確診患者，林鄭月娥宣稱已購入足夠抗病毒藥物，但因為和供應商有保密協議，不能公開採購價及採購量。